# Beibehaltungsgenehmigung
Die Beibehaltungsgenehmigung ist ein Bescheid in Form einer Urkunde nach § 28 Abs. 2 Staatsbürgerschaftsgesetz für österreichische Staatsbürger, die sich in einem anderen Staat einbürgern lassen wollen, ohne die österreichische Staatsangehörigkeit zu verlieren.

Deutsche Beibehaltungsgenehmigung

## Deutschland (historisch)
In Deutschland war die Beibehaltungsgenehmigung bis 26. Juni 2024 ein Bescheid in Form einer Urkunde nach § 25 Abs. 2 Staatsangehörigkeitsgesetz. Seit Inkrafttreten des Staatsangehörigkeitsmodernisierungsgesetzes (StARModG) am 27. Juni 2024 können deutsche Staatsbürger eine weitere Staatsbürgerschaft annehmen, ohne zuvor eine Beibehaltungsgenehmigung beantragen zu müssen. Das gesetzliche Erfordernis einer Beibehaltungsgenehmigung ist entfallen und die generelle Mehrstaatigkeit ist erlaubt.
Sie berechtigte dazu, die Staatsangehörigkeit eines anderen, im Bescheid genannten Landes anzunehmen, ohne die deutsche Staatsangehörigkeit zu verlieren. Seit dem 28. August 2007 war die Beibehaltungsgenehmigung nicht mehr nötig, wenn die Person die Staatsangehörigkeit eines EU-Mitgliedstaates oder der Schweiz annimmt.
Die Erteilung einer Beibehaltungsgenehmigung war eine Ermessensentscheidung, bei der die öffentlichen und privaten Belange gegeneinander und untereinander abzuwägen waren (§ 25 Abs. 2 Satz 3 StAG). Die Beibehaltungsgenehmigung konnte erteilt werden, wenn öffentliche oder private Belange den Erwerb der ausländischen Staatsangehörigkeit und den Fortbestand der deutschen Staatsangehörigkeit rechtfertigten und der Erteilung keine überwiegenden Belange entgegenstanden. Bei der Abwägung war der im deutschen Staatsangehörigkeitsrecht geltende Grundsatz der Vermeidung von Mehrstaatigkeit zu berücksichtigen.
Voraussetzungen für die Erteilung einer Beibehaltungsgenehmigung waren konkret, dass
- ein gewichtiges privates Interesse an der Mehrstaatigkeit vorliegt, was insbesondere der Fall ist, wenn mit dem Erwerb der ausländischen Staatsangehörigkeit erhebliche Nachteile wirtschaftlicher Art vermieden oder beseitigt werden, soweit sie hinreichend konkret sind (z. B. Verlust von erheblichen Rentenansprüchen),
- mit dem Verlust der deutschen Staatsangehörigkeit ebenfalls erhebliche Nachteile verbunden sind, die über den bloßen Verlust der staatsbürgerlichen Rechte (Erfordernis eines Aufenthaltstitels oder Visums, Verlust der Freizügigkeit etc.) hinausgehen,
- das andere Staatsangehörigkeitsrecht die doppelte Staatsangehörigkeit zulässt.

Bei gewöhnlichem Aufenthalt im Ausland kam es insbesondere auf fortbestehende Bindungen an Deutschland an, die das Nebeneinander zweier Staatsangehörigkeiten rechtfertigten, während wichtige private Interessen an der Mehrstaatigkeit in den Hintergrund traten.

### Zuständigkeit
- Für Deutsche, die ihren gewöhnlichen Aufenthalt in Deutschland haben, war die jeweilige Staatsangehörigkeitsbehörde vor Ort zuständig.
- Für Deutsche mit gewöhnlichem Aufenthalt im Ausland waren die Botschaft oder das zuständige Konsulat verantwortlich, welche dann den Antrag an das Bundesverwaltungsamt in Köln weiterleiten.